# 所沢市立並木東小学校
所沢市立並木東小学校（ところざわしりつ なみきひがししょうがっこう）は、埼玉県所沢市並木6丁目にあった公立小学校。
所沢市立中新井小学校と統合し、所沢市立中央小学校となったため、閉校した。

## 沿革
- 1984年[1]
  - 4月1日 - 所沢市立並木小学校から独立する形で開校[3]。
  - 7月24日 - 校章制定。
  - 10月12日 - 開校記念日が11月13日に制定。
- 1985年2月19日 - 校歌制定発表会の挙行。
- 1987年4月1日 - 学区の変更（中新井小学校に転出）
- 2006年3月31日 - 所沢市立中新井小学校と統合する形で閉校。校舎は中新井小学校のものを使用し、新たに所沢市立中央小学校として開校。

## 学校教育目標
- 深く考える子
- 思いやりのある子
- たくましい子

## アクセス
- 西武新宿線航空公園駅東口より徒歩25分